# 桜井毅
桜井 毅（さくらい つよし、1931年7月13日 - ）は、日本の経済学者・マルクス経済学研究者。武蔵大学名誉教授。経済学博士。「櫻井毅」とも表記することがある。

## 略歴
1931年7月13日生まれ、東京市（現・東京都）出身。武蔵中学校・高等学校、武蔵大学経済学部卒業。東京大学大学院社会科学研究科博士課程修了。1961年、武蔵大学助手。1967年、博士論文「生産価格論研究」により、東京大学から経済学博士の学位を受ける。1968年、武蔵大学経済学部教授。1992年、武蔵大学長に就任し2000年まで勤めた。2000年、同大学名誉教授の称号を受ける。
日本の代表的なマルクス経済学者である宇野弘蔵に師事し、桜井の生産価格の理論は、宇野経済学の原理論と呼ばれる分野に大きな影響を与えた。また転形問題と呼ばれる領域に対して、日本ではもっとも早い時期から有力な解法を提案していたことでも知られている。同時に経済学史の分野においても、独創的な論考が数多くある 。同時代の研究者として、降旗節雄、大内秀明、鎌倉孝夫、山口重克、岩田弘、等がいる。
桜井の関心は経済学の域を越えて幅広く、戦前から戦中、戦後にかけて一貫して個人書店として文学書を刊行し続けた櫻井書店店主櫻井均に関する論考『出版の意気地－櫻井均と櫻井書店の昭和』のような研究もある。

## 著書
- 『生産価格の理論』東京大学出版会、1968年 ISBN 4130460102
- 『宇野理論と資本論』有斐閣、1979年 ISBN 4641063508
- 『イギリス古典経済学の方法と課題』ミネルヴァ書房、1988年 ISBN 4623018083
- 『時代を流れる』方丈堂出版、1991年
- 『自ら調べ自ら考える 変貌する大学の中から』方丈堂出版、2001年 ISBN 4894800012
- 『経済学を歩く―講演集』新読書社、2003年 ISBN 4788050196
- 『経済学史研究の課題』御茶の水書房、2004年 ISBN 4275003519
- 『出版の意気地―櫻井均と櫻井書店の昭和』西田書店、2005年 ISBN 4888664064
- 『随想集―思い出に誘われるままに』西田書店、2007年 ISBN 9784888664615
- 『資本主義の農業的起源と経済学』社会評論社、2009年 ISBN 9784784508839
- 『経済学と経済学者―学ぶ喜びと知る楽しさ』社会評論社、2014年 ISBN 9784784518272
- 『宇野経済学方法論 私解』社会評論社、2019年 ISBN 9784784518647